# 今治看護専門学校
今治看護専門学校（いまばりかんごせんもんがっこう）は、愛媛県今治市にある専門学校である。今治市医師会が運営している。

## 概要
- 所在地 - 愛媛県今治市別宮町7丁目3-2
- 運営 - 今治市医師会

## 沿革
- 1940年 - 今治産婆看護婦養成所を開設。
- 1952年 - 今治市医師会付属准看護婦学校開設。
- 1971年 - 現在地に新築移転。今治高等看護学院開設。
- 1977年 - 今治市医師会付属准看護婦学校･今治高等看護学院が統合し、今治看護専門学校（専修学校）を設立。

## 設置学科

### 専門課程
- 第一看護学科
- 第二看護学科

### 高等課程
- 准看護科

## 周辺
- 今治市医師会市民病院
- 日本年金機構今治年金事務所
- 今治市立別宮小学校
- 今治市立中央体育館
- 明屋書店今治別宮店

## アクセス
- 鉄道 
  - JR四国予讃線今治駅から徒歩で約25分。
- バス 
  - せとうちバス社会保険事務所前下車し徒歩で約5分。